# Sylvie Fréchette (alpiniste)
Pour les articles homonymes, voir Fréchette et Sylvie Fréchette.
Pas d'image ? Cliquez ici
Sylvie Fréchette, née le 21 avril 1964 à Val-d'Or, en Abitibi-Témiscamingue, est une alpiniste et conférencière canadienne. Elle est également femme d'affaires, coach de vie et écrivaine.

## Biographie
Sylvie Fréchette est née le 21 avril 1964 à Val-d'Or, en Abitibi-Témiscamingue.
Le 21 mai 2008, elle devient la 5e Canadienne à atteindre le sommet de l’Everest et la deuxième Québécoise. Elle est la première canadienne chef d’expédition sur l’Everest et première mère canadienne[pertinence contestée] à en avoir réussi l'ascension.
Sa jumelle Nicole est décédée le 24 décembre 1964.[pertinence contestée]

## Ascensions notables
Sylvie Fréchette a gravi des sommets en Amérique du Sud et en Asie.
- Kilimandjaro (5 892 m), au sommet le 2 novembre 2005.
- Elle a une suivi une formation d’alpinisme intensive de 12 semaines consécutives appelée « Canada-New-Zealand Mountain skills semester » de décembre 2005 à avril 2006, avec Yamuska Mountain Adventures. Les 6 semaines en Nouvelle-Zélande ont été réalisées en association avec des guides du Aoraki/Mont Cook.
- Tentative sur l'Aconcagua 2006 (30 novembre-19 décembre 2006)[3].
- Everest (objectif atteindre le camp II (2 avril-1er mai 2007).
- Everest (objectif sommet) 24 mars-1er juin 2008, au sommet le 21 mai 2008[4],[5],[6],[7],[8],[9],[10],[11],[12],[13],[14],[15],[16],[17],[18],[19],[20],[21],[22].
- Nevado Pisco (5 760 m, Pérou), le 16 juillet 2009 et tentative sur le mont Alpamayo (5 947 m) ; pour les deux montagnes : 10-31 juillet 2009.
- Mont Elbrous (5 642 m) 18-29 juillet 2010, au sommet le 26 juillet 2010.
- Deuxième tentative sur l'Aconcagua (6 962 m) (25 décembre 2010-12 janvier 2011).
- Mont Blanc (4 808 m), 24 juillet- 6 août 2011, au sommet le 2 août 2011.
- Mont Aconcagua (28 décembre 2011-18 janvier 2012), sommet atteint le 13 janvier 2012[3].
- 19 mai 2014 : sommet du volcan Fuya Fuya (4 294 m).
- 20 mai 2014 : sommet du volcan Cubilche (3 826 m).
- 22 mai 2014 : sommet du volcan Imbabura (4 630 m).
- 23 mai 2014 : sommet du volcan Rucu Pichincha (4 696 m).
- 24 mai 2014 : sommet du volcan Iliniza Norte (5 116 m).
- 26 mai 2014 : tentative au Cotopaxi (5 897 m).
- 29 mai 2014 : tentative au Chimborazo (6 310 m).

### Mentions Honorifiques
- Finaliste au YWCA pour le titre de « Femme de mérite 2009 », catégorie « sports »[25].